# Großhabersdorf
Großhabersdorf település Németországban, azon belül Bajorországban. Lakosainak száma 4418 fő (2023. december 31.). Großhabersdorf Langenzenn, Cadolzburg, Ammerndorf, Roßtal, Heilsbronn, Dietenhofen és Wilhermsdorf községekkel határos.

## Népesség
A település népessége az elmúlt években az alábbi módon változott:
| Lakosok száma | 867  | 1531 | 3338 | 3429 | 4086 | 4018 | 4132 | 4157 | 4388 | 4418 |
|               | 1875 | 1950 | 1975 | 1987 | 2012 | 2014 | 2016 | 2017 | 2021 | 2023 |